# James Tilghman Lloyd

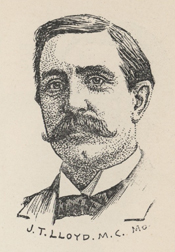
James Tilghman Lloyd

James Tilghman Lloyd (* 28. August 1857 in Canton, Lewis County, Missouri; † 3. April 1944 in Quincy, Illinois) war ein US-amerikanischer Politiker. Zwischen 1897 und 1917 vertrat er den Bundesstaat Missouri im US-Repräsentantenhaus.

## Werdegang
James Lloyd besuchte die öffentlichen Schulen seiner Heimat und studierte danach bis 1878 an der Christian University, aus der das spätere Stockton-Culver College hervorging. Anschließend unterrichtete Lloyd für einige Zeit als Lehrer. In den Jahren 1879 bis 1881 war er stellvertretender Polizeichef im Lewis County. Gleichzeitig war er bis 1882 bei der Bezirksverwaltung angestellt. Nach einem Jurastudium und seiner 1882 erfolgten Zulassung als Rechtsanwalt begann er in Monticello in diesem Beruf zu arbeiten. Im Jahr 1885 verlegte er seine Kanzlei und seinen Wohnsitz nach Shelbyville. Zwischen 1889 und 1893 war Lloyd Staatsanwalt im Shelby County.
Politisch war er Mitglied der Demokratischen Partei. Im Jahr 1908 nahm er als Delegierter an der Democratic National Convention in Denver teil, auf der William Jennings Bryan zum dritten Mal als Präsidentschaftskandidat nominiert wurde. 1897 wurde Lloyd bei einer Nachwahl für den ersten Sitz von Missouri in das US-Repräsentantenhaus in Washington, D.C. gewählt, wo er am 1. Juni 1897 sein neues Mandat antrat. Nach acht Wiederwahlen konnte er bis zum 3. März 1917 im Kongress verbleiben. In diese Zeit fiel der Spanisch-Amerikanische Krieg von 1898. Im Jahr 1913 wurden der 16. und der 17. Verfassungszusatz ratifiziert. Zwischen 1911 und 1917 war Lloyd Vorsitzender des Committee on Accounts.
1916 verzichtete Lloyd auf eine weitere Kandidatur. Nach seinem Ausscheiden aus dem US-Repräsentantenhaus praktizierte er bis 1925 in der Bundeshauptstadt Washington als Anwalt. In den Jahren 1924 und 1925 gehörte er dem dortigen Bildungsausschuss an. 1925 war Lloyd Präsident der örtlichen Handelskammer. Danach setzte er seine Anwaltstätigkeit in Canton fort. Er war auch Mitglied im Kuratorium des Culver-Stockton College. James Lloyd starb am 3. April 1944 in Quincy und wurde in Canton beigesetzt.